# Allium stracheyi
Allium stracheyi — вид рослин з родини амарилісових (Amaryllidaceae); поширений у Пакистані, Непалі, північній Індії.

## Поширення
Поширення: Пакистан, Непал, північна Індія.